# I figli dello spazio
I figli dello spazio (The Space Children) è un film di fantascienza del 1958 diretto da Jack Arnold. In questo film il regista esplora i conflitti impliciti nel rapporto tra l'uomo adulto e la sua controparte infantile, proponendo inoltre delle figure di alieni benevoli, contrariamente a buona parte dei film del periodo, che li ritraggono come malvagi invasori.

## Trama
Mentre in una base militare top secret fervono i preparativi per il lancio di un satellite armato con diverse testate nucleari, i figli di alcuni scienziati che lavorano nell'edificio entrano in contatto, in una caverna sulla spiaggia vicina, con una creatura simile a un enorme cervello. Il cervello alieno, comunicando con i bambini attraverso l'emissione di onde cerebrali, li avverte che l'esperimento condotto dai soldati costituisce una pericolosa minaccia alla pace mondiale e mostra loro come sabotare la missione. Grazie alle azioni dei bambini il satellite esplode prima ancora di lasciare la rampa di lancio mentre, contemporaneamente, episodi analoghi avvengono nelle basi missilistiche di tutto il mondo.

## Produzione
I figli dello spazio fu il primo film prodotto da William Alland per la Paramount. La sceneggiatura era ispirata a The Egg, una storia inedita di Tom Filer, che narrava di una ragazza affetta da poliomielite ed era significativamente diversa da quella del film.
Il cervello alieno fu ideato dall'artista degli effetti speciali Ivyl Burks e utilizzava 3.300 dollari di lampade al neon per creare l'effetto del bagliore.

## Critica
(FantaFilm)